# Internationella arbetsmiljökommissionen
Internationella arbetsmiljökommissionen (International Commission on Occupational Health) ICOH, är en internationell, icke-statlig yrkesorganisation för främjande av den vetenskapliga kunskapen och utvecklingen av arbetsmiljö och företagshälsovård.

## Verksamhet
Vart tredje år anordnar ICOH en världskongress som brukar samla uppåt 3 000 deltagare. 2006 hölls kongressen i Milano, som är den stad där organisationen grundades hundra år tidigare. 2009 års kongress anordnades i Kapstaden, Sydafrika och 2012 i Cancún, Mexiko. 2015 anordnades kongressen i Seoul, Sydkorea.
Ett stort antal seminarier, workshops och konferenser anordnas årligen med ICOH:s stöd, i olika medlemsländer. Därtill samverkar organisationen med andra internationella organisationer, bland andra ILO och WHO. Man uttalar sig i aktuella frågor, till exempel vad gäller förbud mot asbest, och utfärdar riktlinjer och etisk kod gemensam för yrkesverksamma inom arbetsrelaterade hälsofrågor.

## Medlemskap
De cirka 2 000 medlemmarna kommer från närmare 100 länder. De utgörs av arbetsmiljö-specialister (läkare, sjuksköterskor, sjukgymnaster, beteendevetare, hygieniker, ingenjörer med flera), anställda vid företag, myndigheter, universitet och andra organisationer. Sverige har traditionellt haft ett stort antal medlemmar i ICOH.

## Organisation
ICOH leds av en president och en internationellt sammansatt styrelse. En stor del av verksamheten bedrivs inom 35 vetenskapliga kommittéer: arbetsmedicin, arbetshygien, epidemiologi, muskuloskeletala besvär, olycksfallsförebyggande, yrkesdermatologi, åldrande och hälsa, och så vidare. För flertalet medlemsländer finns nationella sekreterare. Sverige är vanligtvis väl representerad i styrelsen och de vetenskapliga kommittéerna.